# شینیا کاواشیما
شینیا کاواشیما (انگلیسی: Shinya Kawashima؛ زادهٔ ۲۲ ژوئیهٔ ۱۹۷۸) بازیکن فوتبال اهل ژاپن است.
از باشگاه‌هایی که در آن بازی کرده‌است می‌توان به باشگاه فوتبال اوراوا رد دیاموندز، باشگاه فوتبال آویسپا فوکوئوکا، و باشگاه فوتبال سانفریس هیروشیما اشاره کرد.